# Пучніно (Ленінградська область)
Пучніно (рос. Пучнино) — присілок у Волховському районі Ленінградської області Російської Федерації.
Населення становить 13 осіб. Належить до муніципального утворення Паське сільське поселення.

## Історія
Згідно із законом № 56-оз від 6 вересня 2004 року належить до муніципального утворення Паське сільське поселення.

## Населення
| 1838 | 1862 | 1885 | 1997 | 2007 | 2010 | 2012 |
| ---- | ---- | ---- | ---- | ---- | ---- | ---- |
| 93   | ↗102 | ↘96  | ↘17  | ↗19  | ↗20  | ↗22  |
| 2017 |      |      |      |      |      |      |
| ↘13  |      |      |      |      |      |      |